# George M. A. Hanfmann
George Maxim Anossov Hanfmann (* 7.jul. / 20. November 1911greg. in Sankt Petersburg; † 13. März 1986 in Watertown (Massachusetts)) war ein US-amerikanischer Klassischer Archäologe russischer Herkunft.

## Leben
George M. A. Hanfmann, der Sohn des Juristen und Journalisten Maxim Ippolitowitsch Ganfman, wanderte nach dem Russischen Bürgerkrieg 1921 mit seiner Familie aus Russland aus und lebte in Litauen. Hanfmann zog später nach Jena, wo er 1930 das Abitur machte. Anschließend studierte er an der Universität Jena Archäologie, Klassische Philologie, Philosophie und Alte Geschichte. Er wechselte nach München und Berlin, wo er Schüler Gerhart Rodenwaldts wurde. Bei ihm wurde Hanfmann 1934 mit der Dissertation Altetruskische Plastik promoviert.
Unter den Nationalsozialisten sah Hanfmann, der jüdischer Herkunft war, keine berufliche Perspektive. Daher übersiedelte er mit seiner Frau Ilse (geborene Böhland) in die Vereinigten Staaten, wo er auf Empfehlung Rodenwaldts an der Johns Hopkins University in Baltimore angestellt wurde. Hanfmann bearbeitete hier die metallenen Kleinfunde aus der Grabung in Olynth und holte mit dieser Arbeit 1935 seine Promotion in den Vereinigten Staaten nach. Anschließend wechselte er an die Harvard University, wo er bis an sein Lebensende lehrte und forschte. Zunächst als Fellow und Assistant, nach Erlangung der amerikanischen Staatsbürgerschaft (1940) als Associate Professor und seit 1956 als Full Professor of Fine Arts. Von 1971 bis 1982 hatte er die John-E.-Hudson-Professur für Archäologie inne. Daneben leitete Hanfmann von 1949 bis 1975 die Antikenabteilung am Fogg Art Museum der Universität und organisierte zahlreiche Ausstellungen, darunter Ancient Art in American Private Collections (1955).
Neben seiner Lehr- und Verwaltungsarbeit nahm Hanfmann an mehreren Grabungen teil. 1947/1948 begleitete er Hetty Goldman nach Tarsos, von 1958 bis 1976 leitete er selbst die Grabungen in Sardes. Die Ergebnisse dieser Grabungen, die Hanfmann zügig publizierte, brachten neue Erkenntnisse über die kleinasiatische Frühgeschichte und die archaische Epoche Lydiens.
Hanfmann wirkte in den USA als Forscher, akademischer Lehrer und Museumsleiter. Als besonderes Verdienst gilt, dass er die Tradition der deutschsprachigen Archäologie in seine neue Heimat trug und zwischen den USA und Nachkriegsdeutschland vermittelte. 1953 wurde Hanfmann in die American Academy of Arts and Sciences gewählt. Seit 1970 war er Mitglied der American Philosophical Society und seit 1979 der British Academy. Für seine Verdienste wurde er 1981 mit der Ehrendoktorwürde der Freien Universität Berlin ausgezeichnet.

## Publikationen (Auswahl)
- Etruskische Plastik (= Sammlung Parthenon). Hans E. Günther Verlag, Stuttgart 1956.
- Sardis und Lydien (= Abhandlungen der geistes- und sozialwissenschaftlichen Klasse der Akademie der Wissenschaften und der Literatur in Mainz. Jahrgang 1960, Nr. 6). Steiner, Wiesbaden 1960.
- Sardis. From Prehistoric to Roman Times. Results of the Archaeological Exploration of Sardis. 1958-1975. Harvard University Press, Cambridge (Massachusetts), London 1983, ISBN 0-674-78925-3.